# Reprezentacja Cypru na Mistrzostwach Europy w Wioślarstwie 2008
Reprezentacja Cypru na Mistrzostwach Europy w Wioślarstwie 2008 liczyła 1 sportowca. Najlepszym wynikiem było 16. miejsce w jedynce mężczyzn.

## Medale

### Złote medale
Brak

### Srebrne medale
Brak

### Brązowe medale
Brak

## Wyniki

### Konkurencje mężczyzn
- Mistrzostwa Europy w Wioślarstwie 2008 – jedynka mężczyzn (M1x): Valentinos Sofokleous – 16. miejsce